# Торлино-Вимеркати
Торлино-Вимеркати (итал. Torlino Vimercati, ломб. Turlì) — коммуна в Италии, располагается в регионе Ломбардия, в провинции Кремона.
Население составляет 424 человека (2008 г.), плотность населения составляет 85 чел./км². Занимает площадь 5 км². Почтовый индекс — 26017. Телефонный код — 0373.
Покровителем коммуны почитается святой Амвросий Медиоланский, празднование 7 декабря.

## Демография
Динамика населения:

## Администрация коммуны
- Официальный сайт: http://www.comune.torlinovimercati.cr.it